# اوشتیک
اوشتیک (به چکی: Úštěk) یک منطقهٔ مسکونی و شهرستان دارای شهرک سابقاً روستا در جمهوری چک است که در شهرستان لیتومیه‌رژیتسه واقع شده‌است. اوشتیک ۲٬۷۷۰ نفر جمعیت دارد.